# فالي فيو (مقاطعة سانت جنفياف)
فالي فيو، مقاطعة سانت جنفياف (ميسوري) (بالإنجليزية: Valley View, Sainte Genevieve County, Missouri)‏ هي منطقة سكنية تقع في الولايات المتحدة في مقاطعة سانت جينيفييف، ميزوري. يقدر عدد سكانها  وترتفع عن سطح البحر 184.1 متر.